# Xalpatláhuac
Xalpatláhuac är en ort i Mexiko.   Den ligger i kommunen Xalpatláhuac och delstaten Guerrero, i den sydöstra delen av landet, 220 km söder om huvudstaden Mexico City. Xalpatlahuac ligger 1 547 meter över havet och antalet invånare är 4 054.
Terrängen runt Xalpatlahuac är lite bergig, och sluttar norrut. Runt Xalpatlahuac är det ganska tätbefolkat, med 86 invånare per kvadratkilometer. Närmaste större samhälle är Tlapa de Comonfort, 8,9 km norr om Xalpatlahuac. I omgivningarna runt Xalpatlahuac växer huvudsakligen savannskog.